# اوهاگن
اوهاگن (به آلمانی: Auhagen) یک شهر در آلمان است که در شاومبورگ واقع شده‌است. اوهاگن ۱٬۳۲۳ نفر جمعیت دارد.